# Badarpur Railway Town
Badarpur Railway Town è una suddivisione dell'India, classificata come census town, di 9.940 abitanti, situata nel distretto di Karimganj, nello stato federato dell'Assam. In base al numero di abitanti la città rientra nella classe V (da 5.000 a 9.999 persone).

## Società

### Evoluzione demografica
Al censimento del 2001 la popolazione di Badarpur Railway Town assommava a 9.940 persone, delle quali 5.031 maschi e 4.909 femmine. I bambini di età inferiore o uguale ai sei anni assommavano a 828, dei quali 398 maschi e 430 femmine. Infine, coloro che erano in grado di saper almeno leggere e scrivere erano 8.369, dei quali 4.402 maschi e 3.967 femmine.